# بخش بیرکیلان
بخش بیرکیلان (به لاتین: Birkilane Department) یک منطقهٔ مسکونی در سنگال است که در ناحیه کافرین واقع شده‌است. بخش بیرکیلان ۱۰۱٬۲۱۷ نفر جمعیت دارد.